# Apsley Cherry-Garrard
Apsley George Benet Cherry-Garrard (2 de janeiro de 1886 a 18 de maio de 1959) foi um explorador inglês da Antártica. Ele foi integrante da Expedição Terra Nova, e foi aclamado por sua contribuição histórica nesta expedição, registrada no seu livro A Pior Viagem do Mundo.

## Juventude
Nasceu em Bedford, como Apsley George Benet Cherry, o filho mais velho de Apsley Cherry de Denford Park e sua esposa, Evelyn Edith (nascida Sharpin), filha de Henry Wilson Sharpin de Bedford. Ele foi educado no Winchester College e na Christ Church, Oxford, onde leu clássicos e história moderna. Enquanto estava em Oxford, ele remou na equipe de 1908 do Christ Church, que ganhou a Grand Challenge Cup no Henley Royal Regatta.

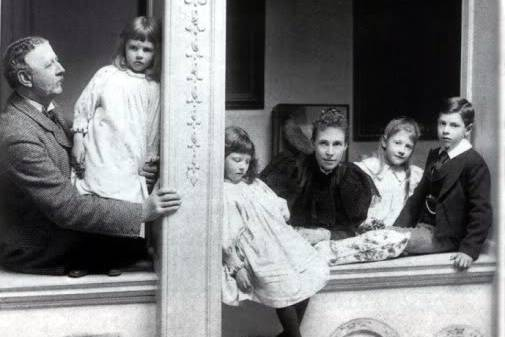
A família Cherry-Garrard com Apsley à direita

Seu sobrenome foi mudado para Cherry-Garrard pelos termos do testamento de sua tia-avó, através do qual seu pai herdou a propriedade de Lamer Park perto de Wheathampstead, Hertfordshire. Apsley herdou a propriedade com a morte de seu pai em 1907.
Cherry-Garrard sempre foi apaixonado pelas histórias das conquistas de seu pai na Índia e na China, onde lutou com mérito pelo exército britânico, e sentiu que deveria seguir o exemplo de seu pai. Em setembro de 1907, Edward Adrian Wilson encontrou-se com Robert Falcon Scott na casa de Reginald Smith em Cortachy, para discutir outra expedição à Antártica; O jovem primo de Smith, Apsley Cherry-Garrard, veio nos visitar e decidiu ser voluntário.

## Antártica
Aos 24 anos, 'Cherry' era um dos membros mais jovens da expedição Terra Nova. Esta foi a segunda e última expedição de Scott à Antártica. O pedido de Cherry para se juntar à expedição foi inicialmente rejeitado porque Scott estava procurando cientistas, mas ele fez um segundo pedido junto com uma promessa de £ 1 000 (equivalente a £ 103 000 em 2019) para o custo da expedição.
Rejeitado pela segunda vez, ele fez a doação mesmo assim. Impressionado com o gesto e ao mesmo tempo persuadido por Edward Adrian Wilson, Scott concordou em aceitar Cherry-Garrard como zoólogo assistente. A expedição chegou à Antártica em 4 de janeiro de 1911. Durante o restante do verão do sul, de janeiro a março, Cherry-Garrard ajudou a colocar depósitos de combustível e alimentos na rota pretendida do grupo que tentaria chegar ao Pólo Sul.

### Viagem de inverno
Com Wilson e Henry Robertson Bowers, Cherry-Garrard fez uma viagem ao Cabo Crozier na Ilha de Ross em julho de 1911 durante o inverno austral a fim de garantir um ovo de pinguim imperador não eclodido para ajudar os cientistas a provar a ligação evolutiva entre todas as aves e seus predecessores répteis por análise do embrião. Cherry-Garrard sofria de um alto grau de miopia, vendo pouco sem os óculos que ele não poderia usar enquanto andava de trenó.
Na escuridão quase total, e com temperaturas variando de −40,0 a −60,8 °C, eles puxaram seu trenó por 100 km da base de Scott no Cabo Evans até o outro lado de Ilha de Ross. O grupo tinha dois trenós, mas a má superfície do gelo devido às temperaturas extremamente baixas significava que eles não podiam arrastar os dois trenós conforme planejado durante partes da jornada de ida. Eles foram forçados a retransmitir, movendo um trenó uma certa distância antes de retornar para o outro. Esse meio altamente ineficiente de viajar - caminhar 4,8 km para cada um que avança - significava às vezes que eles só podiam viajar alguns quilômetros por dia.
Congelados e exaustos, eles chegaram ao seu destino em 19 dias e construíram um iglu improvisado em uma parede de rocha com telhado de lona nas encostas do Monte Terror, a apenas alguns quilômetros da colônia de pinguins no Cabo Crozier. Eles conseguiram coletar três ovos de pinguim intactos antes que uma forte nevasca ocorresse em 22 de julho, destruindo sua barraca e levando-a ao vento. O telhado do iglu durou mais um dia antes de também ser arrancado pelo vento, deixando os homens em seus sacos de dormir sob a neve que se adensava, cantando canções e hinos acima do som da tempestade para manter o ânimo.
Quando os ventos diminuíram em 24 de julho, por sorte, eles encontraram sua barraca alojada em um monte oco na base de uma encosta íngreme a oitocentos metros de distância. Cherry-Garrard sofreu tanto frio que quebrou a maioria dos dentes devido ao bater nas temperaturas frias. Desesperadamente exaustos pelo frio e pela falta de sono, eles deixaram tudo de que não precisavam para trás e começaram a viagem de volta. Avançando apenas uma milha e meia em alguns dias, eles finalmente chegaram de volta ao Cabo Evans pouco antes da meia-noite de 1º de agosto. Cherry-Garrard mais tarde se referiu a isso como a 'pior viagem do mundo' por sugestão de seu vizinho George Bernard Shaw, e deu esse título a seu livro que narra o destino da expedição de 1910-1913.

### Viagem polar
Em 1º de novembro de 1911, Cherry-Garrard partiu para acompanhar a equipe que faria a tentativa do Pólo Sul, junto com três grupos de apoio de homens, cães e cavalos. No sopé da geleira Beardmore, os cavalos foram baleados e sua carne armazenada em esconderijo para comida, enquanto as equipes de cães voltaram para a base. No topo da geleira Beardmore, em 22 de dezembro, Cherry-Garrard estava no segundo grupo de apoio a ser enviado para casa, chegando de volta à base em 26 de janeiro de 1912.

### One Ton Depot
Scott havia deixado ordens para o condutor de cães Meares e o cirurgião Edward L. Atkinson para levar as equipes de cães para o sul no início de fevereiro de 1912 para encontrar o grupo de Scott em 1° de março na latitude 82° ou 82°30′S, e para ajudar em sua viagem de volta. Como Cecil Meares não estava disponível para trabalhar, Atkinson teve que atender a uma emergência médica e George Simpson estava ocupado, a escolha fatídica recaiu sobre Cherry-Garrard. Tardiamente, em 26 de fevereiro de 1912, Cherry-Garrard e o adestrador de cães Dimitri Gerov partiram para o sul e logo alcançaram o depósito de One Ton em 3 de março, e depositaram alimentos adicionais.
Eles esperaram lá sete dias na esperança de encontrar a equipe do Pólo Sul. Cherry-Garrard e Dimitri voltaram em 10 de março. Na época, a festa de Scott era de apenas 89 km, ou seja, três marchas de cães ao sul de One Ton Depot. Scott e seus companheiros finalmente alcançaram um ponto 18 km ao sul de One Ton Depot, onde morreram de fome. Cherry-Garrard escreveu mais tarde que "o objetivo principal dessa jornada com as equipes de cães era apressar Scott e seus companheiros para casa", mas eles "nunca tiveram a intenção de ser uma jornada de alívio".
Ele justificou sua decisão de esperar por uma semana e voltar atrás, afirmando que o mau tempo, com temperaturas diurnas tão baixas quanto −38° C, tornava mais viagens para o sul impossível, e a falta de comida de cachorro significava que ele teria que matar cães para comer, contra as ordens de Atkinson. Eles voltaram à base em 16 de março de mãos vazias, causando imediatamente ansiedade sobre o destino de Scott.
Dois dias depois, Cherry-Garrard desmaiou e ficou inválido nos dias seguintes. Atkinson partiu para buscar Scott, mas em 30 de março foi forçado a voltar devido às baixas temperaturas e concluiu que o grupo de Scott havia morrido.

### Jornada de pesquisa
Cherry-Garrard acabou sendo nomeado guardião dos registros e continuou o trabalho zoológico. O trabalho científico continuou durante o inverno e não foi até outubro de 1912 que uma equipe liderada por Atkinson e incluindo Cherry-Garrard foi capaz de rumar para o sul para determinar o destino da equipe do Pólo Sul.
Em 12 de novembro, os corpos de Scott, Wilson e Bowers foram encontrados em sua tenda, junto com seus diários e registros, e espécimes geológicos que eles trouxeram das montanhas do interior. Cherry-Garrard foi profundamente afetado, principalmente pelas mortes de Wilson e Bowers, com quem fizera a viagem para o Cabo Crozier.

## Vida posterior

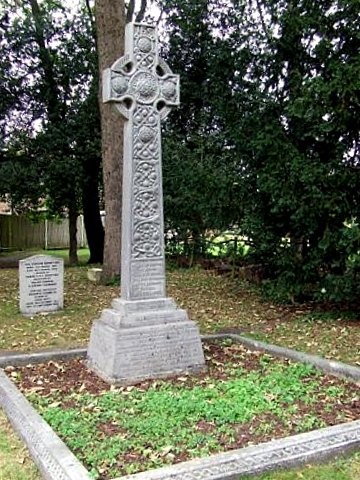
Túmulo de Cherry-Garrard na Igreja de St Helen, Wheathampstead

Não muito depois de seu retorno à civilização em fevereiro de 1913, Cherry-Garrard acompanhou Edward Atkinson em sua viagem à China para ajudar Atkinson em sua investigação sobre um tipo de parasita que estava causando esquistossomose entre os marinheiros britânicos. No início da Grande Guerra, Cherry-Garrard, junto com a ajuda de sua mãe e irmãs, converteu Lamer, a propriedade de sua família, em um hospital de campanha para soldados feridos que voltavam do front. Cherry-Garrard viajou para a Bélgica em agosto de 1914 com o Major Edwin Richardson, um treinador de cães que usava cães para farejar soldados feridos e fundou a British War Dog School, para ajudar na frente com uma matilha de cães de caça. Cherry-Garrard se ofereceu para essa oportunidade, em parte devido à sua experiência com cães no controle da Antártica. Depois que esta oportunidade foi abreviada, Cherry-Garrard retornou à Inglaterra e acabou sendo comissionado na Royal Naval Volunteer Reserve e comandou um esquadrão de carros blindados em Flandres. Invalidado em 1916, ele sofria de depressão clínica e também de colite ulcerosa, que se desenvolveu logo após seu retorno da Antártica. Sua expectativa de vida precedeu a descrição e diagnóstico do que agora é chamado de transtorno de estresse pós-traumático.
Embora seu estado psicológico nunca tenha sido curado, o explorador foi capaz de se tratar em certa medida, anotando suas experiências, embora tenha passado muitos anos acamado devido às suas aflições. Ele precisou de tratamento dentário repetido por causa dos danos causados aos dentes pelo frio extremo. Ele muitas vezes revisitou a questão de quais possíveis opções e ações alternativas poderiam ter salvado a equipe do Polo Sul - mais notavelmente em seu livro de 1922, A Pior Jornada do Mundo.
Em 6 de setembro de 1939, Cherry-Garrard casou-se com Angela Katherine Turner (1916–2005), que ele conheceu durante um cruzeiro na Noruega em 1937. Eles não tiveram filhos. Após a Segunda Guerra Mundial, problemas de saúde e impostos forçaram-no a vender a propriedade de sua família e se mudar para um apartamento em Londres, onde morreu em Piccadilly em 18 de maio de 1959. Ele está enterrado no canto noroeste do cemitério de St Helen's Igreja, Wheathampstead.

## Escritos

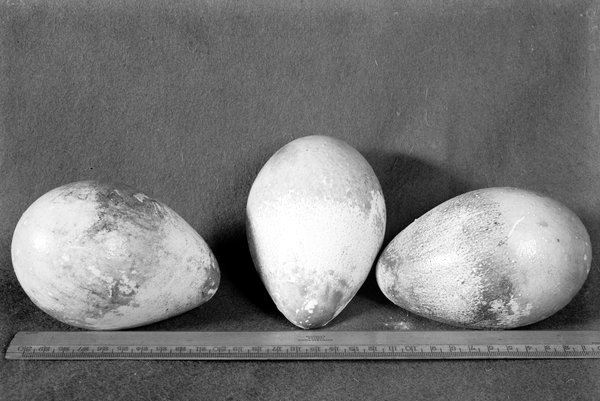
Os três ovos de pinguim-imperador coletados no Cabo Crozier

Em 1922, encorajado por seu amigo George Bernard Shaw, Cherry-Garrard escreveu A Pior Jornada do Mundo. Mais de 80 anos depois, este livro ainda está sendo publicado e é frequentemente citado como um clássico da literatura de viagem, tendo sido aclamado como a maior história de aventura verdadeira já escrita. Foi publicado como a 100ª publicação da Penguin Books. Vendo como Scott ainda era considerado um herói na Grã-Bretanha do pós-guerra na época da publicação do livro, houve algumas críticas ao livro no lançamento, que visavam as descrições de Cherry das qualidades e traços negativos de Scott. Em um artigo no The Times, um crítico disse sobre o livro que 'ele evidentemente, bem à maneira do pós-guerra, resolveu dizer o que pensa e enfatizar o mínimo possível o' heroísmo 'da história'. Mais recentemente, no entanto, Roland Huntford descartou a Pior Jornada como "uma apologia imatura, mas persuasiva e altamente carregada".
Cherry-Garrard contribuiu com um ensaio em memória de T. E. Lawrence na primeira edição de um volume editado pelo irmão de Lawrence, AW Lawrence, TE Lawrence, por seus amigos. As edições abreviadas subsequentes omitem seu artigo. Cherry-Garrard levanta a hipótese neste ensaio de que Lawrence empreendeu atos extraordinários por um sentimento de inferioridade e covardia e uma necessidade de provar a si mesmo. Ele sugere, também, que os escritos de Lawrence - assim como os de Cherry - foram terapêuticos e ajudaram a lidar com o colapso nervoso dos eventos que relatam.

## Legado
O iglu no Cabo Crozier foi descoberto pela Expedição Transantártica da Commonwealth de 1957–1958. Apenas 46 a 61 cm das paredes de pedra permaneceram de pé. As relíquias foram removidas e colocadas em museus na Nova Zelândia.
Os três ovos de pinguim trazidos do Cabo Crozier estão agora na coleção do Museu de História Natural de Londres.